# Volta a Suïssa 1960
La Volta a Suïssa 1960 fou la 24a edició de la Volta a Suïssa. Aquesta edició es disputà del 16 al 22 de juny de 1960, amb un recorregut de 1.317 km distribuïts en 7 etapes. Per primera vegada des de 1938 la cursa no finalitza a Zúric, on havia començat, sinó que ho fa a Basilea.
El vencedor final fou el suís Alfred Rüegg, que s'imposà per poc més de dos minuts i mig als també suïssos Kurt Gimmi i René Strehler, segon i tercer respectivament. Rüegg també guanyà la classificació de la muntanya, mentre la classificació per punts fou per Gimmi.

## Etapes
| Etapa | Data       | Recorregut            | Km   | Vencedor d'etapa     | Líder de la general |
| ----- | ---------- | --------------------- | ---- | -------------------- | ------------------- |
| 1ª    | 16 de juny | Zúric - Kreuzlingen   | 199  | Henri Epalle (FRA)   | Henri Epalle (FRA)  |
| 2ª    | 17 de juny | Kreuzlingen - Davos   | 189  | Alfred Rüegg (SUI)   | Henri Epalle (FRA)  |
| 3ª    | 18 de juny | Davos - Lugano        | 192  | Kurt Gimmi (SUI)     | Henri Epalle (FRA)  |
| 4ª    | 19 de juny | Lugano - Carona (CRI) | 15,5 | Alfred Rüegg (SUI)   | Alfred Rüegg (SUI)  |
| 5ª    | 20 de juny | Carona - Thun         | 237  | Erwin Lutz (SUI)     | Alfred Rüegg (SUI)  |
| 6ª    | 21 de juny | Thun - Montreux       | 205  | Jean Selic (FRA)     | Alfred Rüegg (SUI)  |
| 7ª    | 22 de juny | Montreux - Basilea    | 239  | Marcel Blavier (BEL) | Alfred Rüegg (SUI)  |

## Classificació final
|    | Ciclista              | Equip      | Temps        |
| -- | --------------------- | ---------- | ------------ |
| 1  | Alfred Rüegg (SUI)    | Telefunken | 35 h 54' 33" |
| 2  | Kurt Gimmi (SUI)      | Carpano    | + 2' 37"     |
| 3  | René Strehler (SUI)   | Flandria   | + 2' 53"     |
| 4  | Attilio Moresi (SUI)  | Mondia     | + 3' 22"     |
| 5  | Victor Sutton (GBR)   | Liberia    | + 3' 47"     |
| 6  | Peppino Dante (ITA)   | Ignis      | + 4' 09"     |
| 7  | Erwin Lutz (SUI)      | Tigra      | + 4' 10"     |
| 8  | Jef Lahaye (NED)      | Vredestein | + 4' 52"     |
| 9  | Stefano Gaggero (ITA) | Carpano    | + 5' 22"     |
| 10 | Jean Selic (FRA)      | Liberia    | + 8' 40"     |